# Ken Hudson Campbell
Kenneth „Ken“ Hudson Campbell (* 5. Juni 1962 in Elmhurst, Illinois) ist ein US-amerikanischer Schauspieler und Synchronsprecher.

## Leben
Campbell besuchte die York High School in Elmhurst, Illinois. Campbell studierte an der Southern Illinois University und am Columbia College. Gemeinsam mit seinem Freund Tom Gianas besuchte er einen Comedy Workshop von The Second City in Chicago, nach dem er erste Rollen in Auftritten der Gruppe erhielt.
Im Jahr 1990 hatte er sein Spielfilmdebüt als Weihnachtsmann-Darsteller in Kevin – Allein zu Haus. Seitdem wirkte er als Nebendarsteller und Synchronsprecher in über 60 Film- und Fernsehproduktionen mit.

## Filmografie (Auswahl)
- 1990: Kevin – Allein zu Haus (Home Alone)
- 1991: Life As We Know It! (Fernsehfilm)
- 1991–1994: 4x Herman (Herman’s Head, Fernsehserie, 72 Episoden)
- 1992: Die Dinos (Dinosaurs, Fernsehserie, Episode 2x23, Stimme)
- 1993: Und täglich grüßt das Murmeltier (Groundhog Day)
- 1996: Seinfeld (Fernsehserie, Episode 7x13)
- 1996: Mission: Rohr frei! (Down Periscope)
- 1996: Duckman: Private Dick/Family Man (Fernsehserie, Episode 3x17, Stimme)
- 1997: The Naked Truth (Fernsehserie, Episode 2x05)
- 1997: Shangri-La (Kurzfilm)
- 1997: Das Geheimnis der Mumie (Under Wraps, Fernsehfilm)
- 1997: World on a String (Fernsehfilm)
- 1998: Armageddon – Das jüngste Gericht (Armageddon)
- 1998: Caroline in the City (Fernsehserie, Episode 4x04)
- 1998: Fantasy Island (Fernsehserie, Episode 1x08)
- 1999: Breakfast of Champions – Frühstück für Helden (Breakfast of Champions)
- 2000: Strangers with Candy (Fernsehserie, Episode 2x05)
- 2000: Titan A.E. (Stimme)
- 2000: God, the Devil and Bob (Fernsehserie, 5 Episoden, Stimme)
- 2000: Coyote Ugly
- 2000: The Ladies Man
- 2001: Dr. Dolittle 2
- 2001: Random – Nichts ist wie es scheint (On the Edge, Fernsehfilm)
- 2002: Showtime
- 2002: Boat Trip
- 2002–2003: Baby Bob (Fernsehserie, 14 Episoden, Stimme)
- 2003: My Big Fat Greek Life (Fernsehserie, Episode 1x04)
- 2003: Practice – Die Anwälte (The Practice, Fernsehserie, 4 Episoden)
- 2004: A One Time Thing
- 2005: Verliebt in eine Hexe (Bewitched)
- 2006: The Loop (Fernsehserie, Episode 1x06)
- 2007: American Breakdown – Lebe und Lerne (Stories USA)
- 2007: Lass es, Larry! (Curb Your Enthusiasm, Fernsehserie, Episode 6x03)
- 2010: Taras Welten (United States of Tara, Fernsehserie, Episode 2x12)
- 2011: Meter Men (Fernsehfilm)
- 2012: Willkommen in Gravity Falls (Gravity Falls, Fernsehserie, Episode 1x17, Stimme)
- 2013: Merkin Penal (Kurzfilm)
- 2014: Live Nude Girls
- 2014: Mike & Molly (Fernsehserie, Episode 5x13, Stimme)
- 2015: You’ll Be Fine (Fernsehserie, Episode 2x06)
- 2015: Das Leben und Riley (Girl Meets World, Fernsehserie, Episode 2x16)
- 2017: Above Ground
- 2017: The Trouble with Mistletoe
- 2018: Adolescence
- 2019: Willkommen im Wunder Park (Wonder Park, Stimme)
- 2021: Digging to Death
- 2023: Adventures in Wonder Park (Fernsehserie, 3 Episoden, Stimme)